# União Futebol Clube de Almeirim
O União Futebol Clube de Almeirim é uma equipa de futebol da cidade de Almeirim, Portugal.
O clube disputa os seus jogos no Estádio D. Manuel de Mello com capacidade para 2 mil espectadores.

## História
Fundado a 24 de junho de 1934 com a designação de União Foot-Ball Club de Almeirim por Jacinto Pereira, Adelino Soler, Manuel Pereira, Renato André, Diamantino Correia e Manuel de Oliveira, o clube começou a jogar em 1945, com as camadas jovens a disputar o Campeonato Regional de Juniores. O primeiro título foi conquistado em 1954, após a subida à segunda divisão do campeonato regional.
O União Almeirim subiu pela primeira vez à Terceira Divisão em 1968, tendo conseguido a primeira subida à Segunda Divisão em 1985. Na década de 2000, o clube debateu-se com graves problemas financeiros, tendo iniciado em 2013 um projeto de revitalização com o nome “Viver UFCA”.